# Ламеха Гирма
Ламеха Гирма (англ. Lamecha Girma; род. 26 ноября 2000, Асэлла, Оромия) — эфиопский легкоатлет, специализируется в беге с препятствиями и на длинные дистанции. Вице-чемпион мира 2019 года в беге на 3000 метров с препятствиями.

## Биография
Ламеха Гирма впервые стартовал на легкоатлетических соревнованиях в 2018 году в возрасте 17 лет на чемпионате U20 своей страны. Там он смог занять 5-е место на дистанции 3000 м с препятствиями, показав результат 8.46,23 мин. Весной 2019 года он также выступал в этой дисциплине на чемпионате Африки до 20 лет в Абиджане. Там он завоевал бронзовую медаль с результатом 8.48,56 мин.
4 октября 2019 года Ламеха Гирма в Дохе стал вице-чемпионом мира в беге на 3000 метров с препятствиями, установив новый национальный рекорд Эфиопии и показав результат 8.01,36.
22 августа 2023 года завоевал серебро в стипльчезе на третьем чемпионате мира подряд. В Будапеште Ламеха Гирма проиграл Суфиану Эль-Баккали 1,91 сек.

## Персональные результаты
| Дисциплина      | Время   | Место | Дата           |
| --------------- | ------- | ----- | -------------- |
| 3000 метров с/п | 8.01,36 | Доха  | 4 октября 2019 |